# Kristine Bonnevie
Kristine Bonnevie (Trondheim, 8 ottobre 1872 – Oslo, 30 agosto 1948) è stata una biologa norvegese nota per essere stata la prima professoressa universitaria del suo paese, una attivista per i diritti della donne e una esponente del Frisinnede Venstre (partito liberale si sinistra).
Le sue ricerche si svolsero nei campi della citologia, della genetica e dell'embriologia. Fu tra le prime donne in Norvegia a ricoprire cariche politiche.

## Vita privata

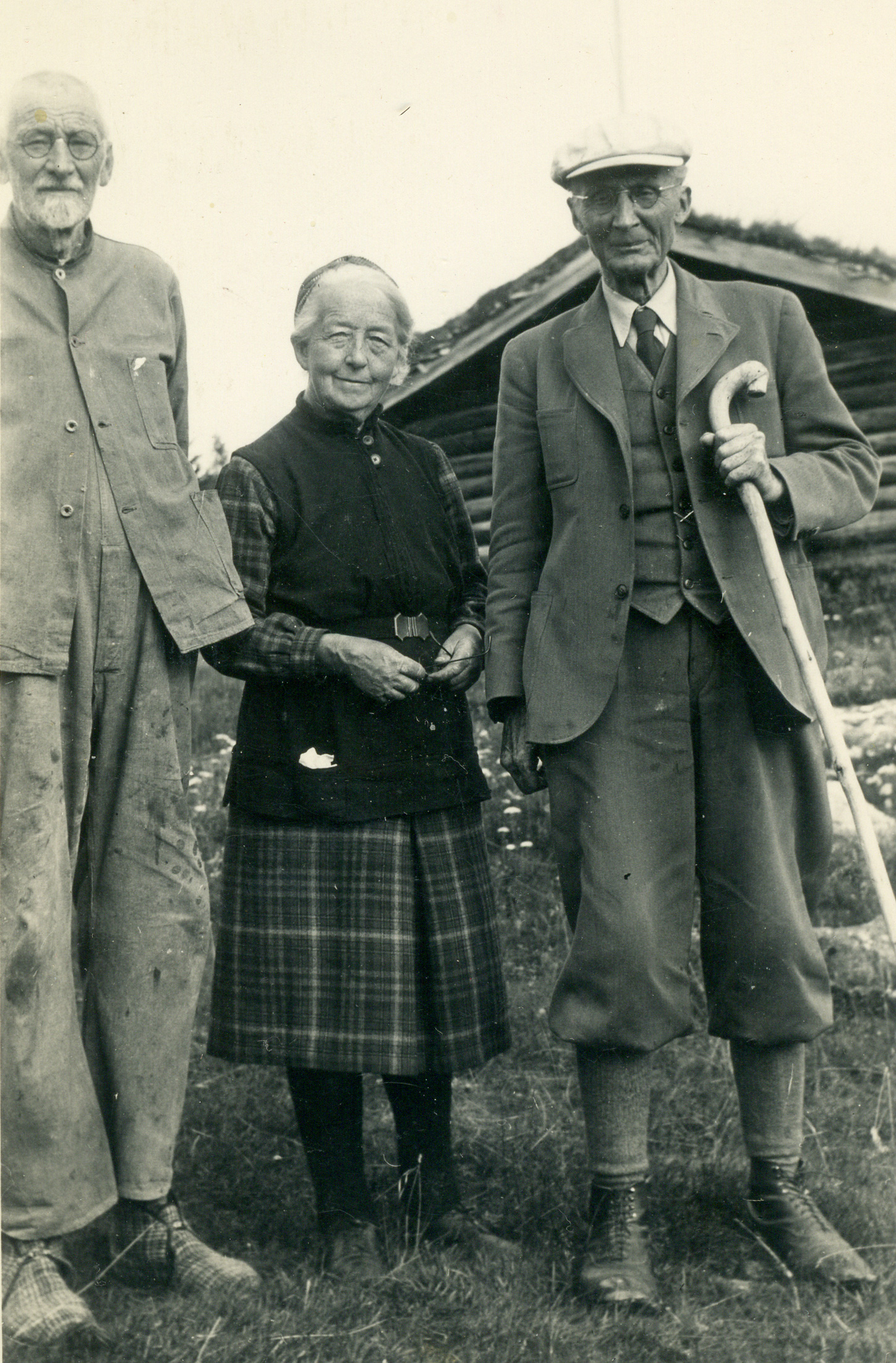
Kristine Bonnevie con i suoi cognati Ernst Wilhelm Bjerknes (sinistra) e Vilhelm Bjerknes, nella sua casa per vacanze, circa 1946.

Kristine fu la quinta dei sette figli di Jacob Aall Bonnevie (educatore e politico, 1838–1904) e di Anne Johanne Daae (1839–1876). Suo padre ebbe poi ancora due figli con la sua seconda moglie, Susanne Bryn (1848–1927). La famiglia si trasferì da Trondheim a Kristiania nel 1886.
Suo padre era contrario all'ingresso delle donne nell'Accademia e pensava che il loro ruolo fosse piuttosto quello di starsene a casa, ma non le impedì comunque di studiare.
Bonnevie non si sposò mai. Sua sorella Honoria, la prima dei figli di Jacob e Anne, si sposò con il fisico e meteorologo norvegese Vilhelm Bjerknes.

## Formazione
Negli anni dell'adolescenza di Bonnevie alle donne in Norvegia non era permesso di frequentare le scuole pubbliche. Per questa ragione iniziò quindi la propria carriera accademica frequentando scuole private. Dopo aver superato l'"Examen artium" nel 1892, cominciò a studiare medicina presso l'Università di Kristiania (oggi Università di Oslo), dove a partire dal 1884 anche le donne potevano studiare a seguito dell'estensione del diritto di studio, avvenuta in Norvegia alcuni anni dopo analoghi provvedimenti assunti in altri paesi scandinavi. Presto però scoprì che lo studio della medicina non era adatto a lei, e nel 1892 cambiò campo di studi passando alla zoologia. Fu inizialmente studentessa del professor Johan Hjort, dedicandosi più specificamente alla biologia marina. Nel corso dei suoi studi fece parecchi viaggi scientifici in vari paesi europei e negli USA. Le fu poi assegnato un tirocinio a Zurigo, dove si trasferì nel 1898–1899 per lavorare nel gruppo del professor Arnold Lang. Qui si occupò principalmente delle tecniche di laboratorio per la ricerca citologica. Lavorò inoltre con un embriologo tedesco, Theodor Boveri di Würzburg, tra il 1900 e il 1901. Dopo il proprio soggiorno a Würzburg, i suoi interessi si diressero verso la citologia e la biologia cellulare, e studiò la meiosi in diverse specie di invertebrati. Sempre a Würzburg fece ricerca su alcune anomalie nella divisione cellulare e indagò sulle varianti rispetto a quello che prima di allora veniva considerato un processo invariabile nelle diverse specie. Queste scoperte attirarono l'interesse di vari colleghi.
Gli studi che aveva portato avanti a Würzburg costituirono il nucleo principale della sua tesi di dottorato. Concluse la propria dissertazione dottorale, "Undersøgelser over kimcellerne hos Enteroxenos østergreni" (Studi sulle cellule germinali di Enteroxenos østergreni) nel 1906, diventando la prima donna ad ottenere un PhD in una disciplina scientifica in una università norvegese.
Dal 1906 al 1907 trascorse poi due semestri alla Columbia University a New York. Qui portò avanti un meticoloso lavoro di laboratorio, dedicato principalmente all'analisi dei cromosomi sessuali, raggiungendo eccellenti risultati assieme al noto zoologo ed embriologo Edmund B. Wilson della Columbia University.

## Carriera accademica

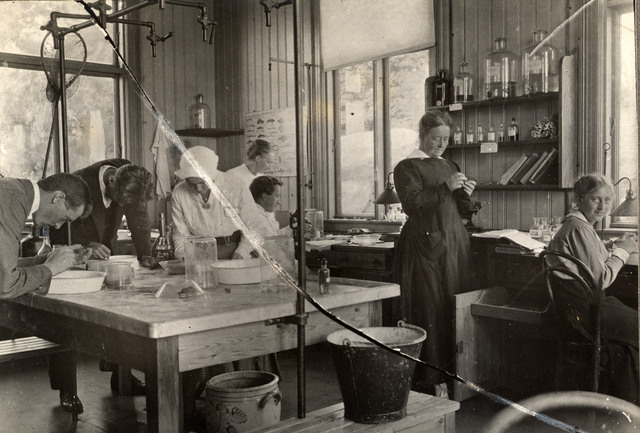
Bonnevie al lavoro in laboratorio (1920)

Dopo essere tornata da Zurigo nel 1901, Bonnevie fece domanda per un posto vacante da curatore presso il museo dell'università. La sua era l'unica domanda presentata da una donna e Georg Sars, suo ex-professore e direttore del laboratorio di zoologia, ne sostenne la candidatura e affermò che il fatto di essere una donna non sarebbe stato un impedimento per lo svolgimento dell'incarico. Dopo una dura competizione il posto le fu in effetti assegnato, e così nel 1900 Bonnevie succedette a Johan Hjort come curatrice del museo di zoologia dell'Università di Oslo in 1900.
In quel periodo la legge norvegese vietava alle donne di ricoprire incarichi pubblici, ma Bonnevie fu autorizzata a diventare professoressa al museo di Bergen, che a quei tempi era una fondazione. La nomina avvenne nel 1910. I suoi colleghi Georg Sars e Robert Collett temevano di perdere la sua efficienza e la sua capacità di lavoro accademico, e riuscirono ad influenzare il Parlamento che, il 9 febbraio del 1912, approvò un provvedimento che divenne poi noto come "Lex Bonnevie". Con questa legge venivano garantiti alle donne gli stessi diritti degli uomini per quanto riguarda l'insegnamento nelle università del paese.
Bonnevie divenne quindi professoressa all'Università di Oslo nel 1912, incarico che mantenne fino al 1937. Nel 1916 fondò l'"Istituto per le ricerche sull'ereditarietà".
Nel 1911 diventò il primo membro di sesso femminile della "Det Norske Videnskaps-Akademi", (Accademia Norvegese di Scienze e Lettere). Più tardi, fondò l'"Associazione Norvegese per le donne accademiche", guidandola tra il 1922 e il 1925. Nel 1916 riuscì anche a costituire una residenza per giovani donne, seguita da una casa per studenti nel 1923. Bonnevie fece parte del "Comitato per le trasmissioni universitarie" tra il 1927 e il 1937. Tra i suoi studenti si contano Thor Heyerdahl e il genetista Thordar Quelprud.
Nel Bonnevie iniziò ad occuparsi di ricerca in campo genetico e, in particolare, delle anormalità ereditarie. Si interessò specialmente allo studio dei gemelli. Dimostrò inoltre come la polidattilia abbia una forte componente ereditaria.
Bonnevie fondò l'Institute for Hereditary Research nel 1916 e ne fu direttrice e docente fino al 1937, anno del suo pensionamento.
Bonnevie fece anche ricerche sulle impronte digitali per capire se avessero o meno una componente ereditaria. All'inizio l'ipotesi da verificare era se il confronto tra impronte digitali potesse essere una prova di paternità, cosa che la sua ricerca arrivò ad escludere. La ricerca proseguì indagando sulle possibili correlazioni tra le impronte digitali e le capacità mentali - una idea che a quel tempo era piuttosto diffusa. Anche qui il risultato della ricerca escluse questa credenza, e non evidenziò alcuna correlazione con il QI.
La sua ultima ricerca in campo genetico riguardò una disfunzione genetica nei topi che provoca contrazioni, analizzando il meccanismo ereditario di questo fenomeno e studiando il cervello degli animali. La sua ricerca dimostrò come si trattasse di un disturbo ereditario, e che causa un accumulo di acqua nel cervello degli esemplari colpiti.
Anche dopo il proprio pensionamento, avvenuto nel 1937, Bonnevie continuò a lavorare ed a svolgere attività di ricerca. Il suo ultimo articolo scientifico venne accettato per la pubblicazione nel 1948 il giorno prima della sua morte, che la colse all'età di 76 anni. L'articolo viene ancora citato.
Bonnevie ricevette la "Kongens fortjenstmedalje" (Medaglia reale al merito) d'oro nel 1920, fu insignita con il " St. Olavs Orden " (Ordine reale norvegese di Sant'Olav) di prima classe nel 1946, e del "Fridtjof Nansens Belønning" (Premio Fridtjof Nansen) nel 1935. L'edificio dedicato alla biologia nel campus di Blindern dell'Università di Oslo è denominato Kristine Bonnevies hus (casa Kristine Bonnevie).
Tra il 1922 e il 1933, contribuì ai lavori della Commission internationale de coopération intellectuelle della Lega delle Nazioni (al quale parteciparono anche Henri Bergson, Albert Einstein, Marie Curie etc.).

## Benessere degli studenti

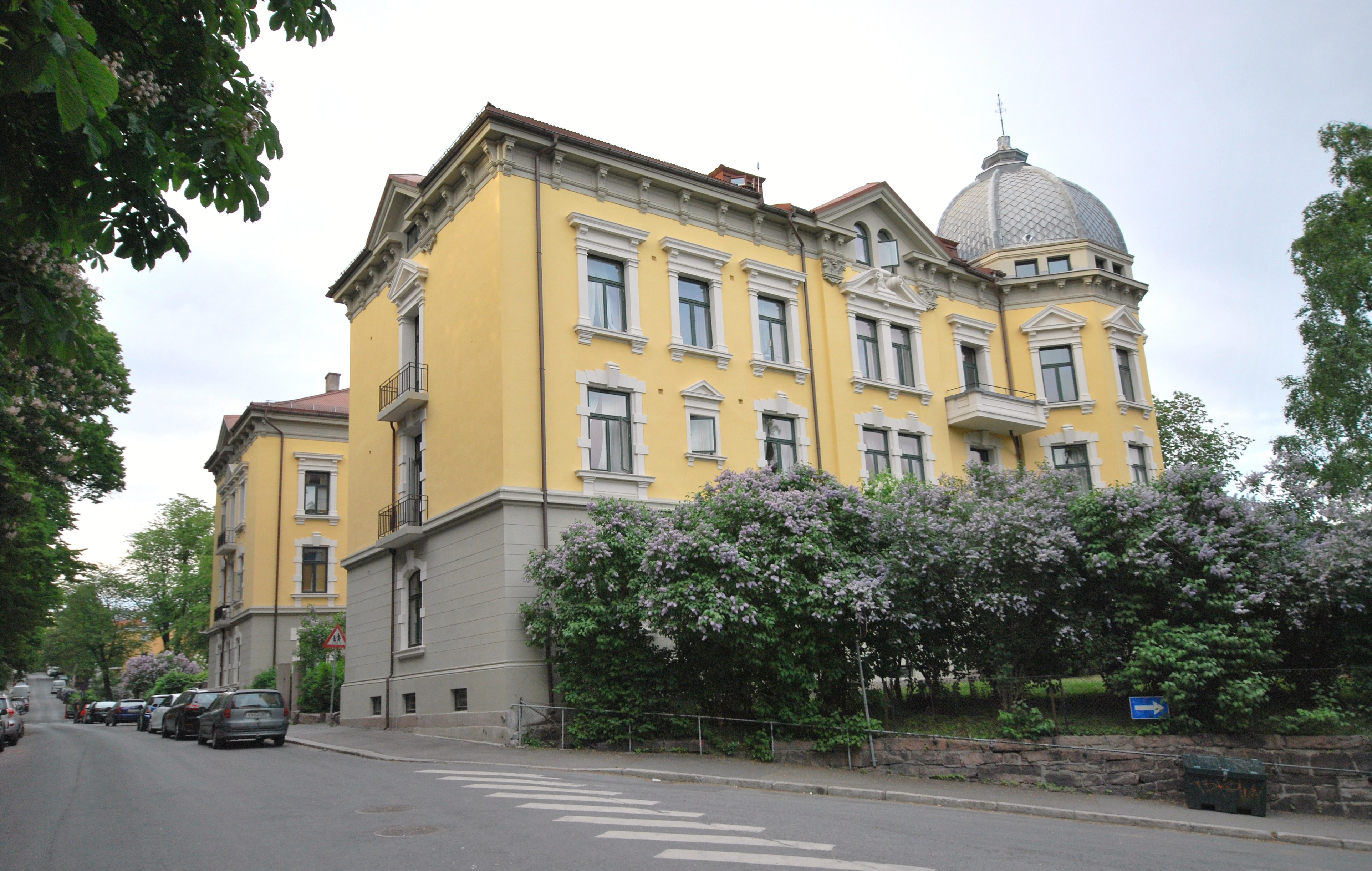
Geitmyrsveien, casa di studio per ragazze, fondata da Bonnevie nel 1916 (Oslo)

Kristine Bonnevie fu tra i promotori della creazione delle mense studentesche "Aulakjelleren" e " Blindernkjelleren" all'Università di Oslo. Pur non avendo mai avuto figli, fu molto attenta agli studenti e al loro benessere. Si interessò anche della promozione degli interessi delle scienziate. Grazie al suo impegno partire dal 1916 ad Oslo vennero create diverse residenze per studentesse. Qualche anno dopo, nel 1920, fu tra i fondatori della "Associazione delle donne universitarie", della quale fu anche la prima presidente. Con tale carica ebbe l'opportunità di ospitare il "Terzo Congresso Internazionale delle Federazioni delle Donne Universitarie", che si tenne ad Oslo nel 1924.
Durante la Seconda guerra mondiale organizzò la fornitura di cibo e alloggio a studenti che provenivano da altre parti della Norvegia, spingendosi ad affittare campi per coltivare verdure da fornire agli studenti. Dopo che i nazisti nel 1943 chiusero l'università distribuì il cibo dal suo appartamento.

## Politica
Bonnevie tra il 1909 e il 1918 fu una figura centrale tra i membri del "Frisinnede Venstre" (Partito liberale di sinistra). Fu eletta consigliera comunale a Kristiania, e mantenne tale carica tra il 1908 e il 1919, e fu inoltre eletta deputata supplente al Parlamento norvegese nel 1915.
Fece anche parte della Associazione per i diritti delle donne, nella quale sua cognata, Margarete Bonnevie, fu leader a partire dal 1936.

## Intitolazioni
L'edificio dedicato alla biologia all'Università di Oslo è chiamato Kristine Bonnevies hus in suo onore. Una nave per ricerche marine dello Havforskningsinstituttet (Istituto Norvegese per la ricerca marittima) si chiama FF "Kristine Bonnevie", in ricordo del suo impegno nel campo della biologia marina. Oslo, Stavanger e Sola hanno strade cittadine intitolate a Bonnevie, e il suo nome è stato dato a un cratere di Venere di 92,2 km di diametro.

## Tassonomia
Bonnevie descrisse e classificò alcune nuove specie di animali tra le quali Enteroxenos oestergreni (fam. Eulimidae), Thuiaria arctica (fam. Sertulariidae) e Ciona gelatinosa (fam. Cionidae). Si deve a lei anche la descrizione di nuovi generi, come Enteroxenos ed Eupterotrachea.